# Ла-Калера (Чилі)

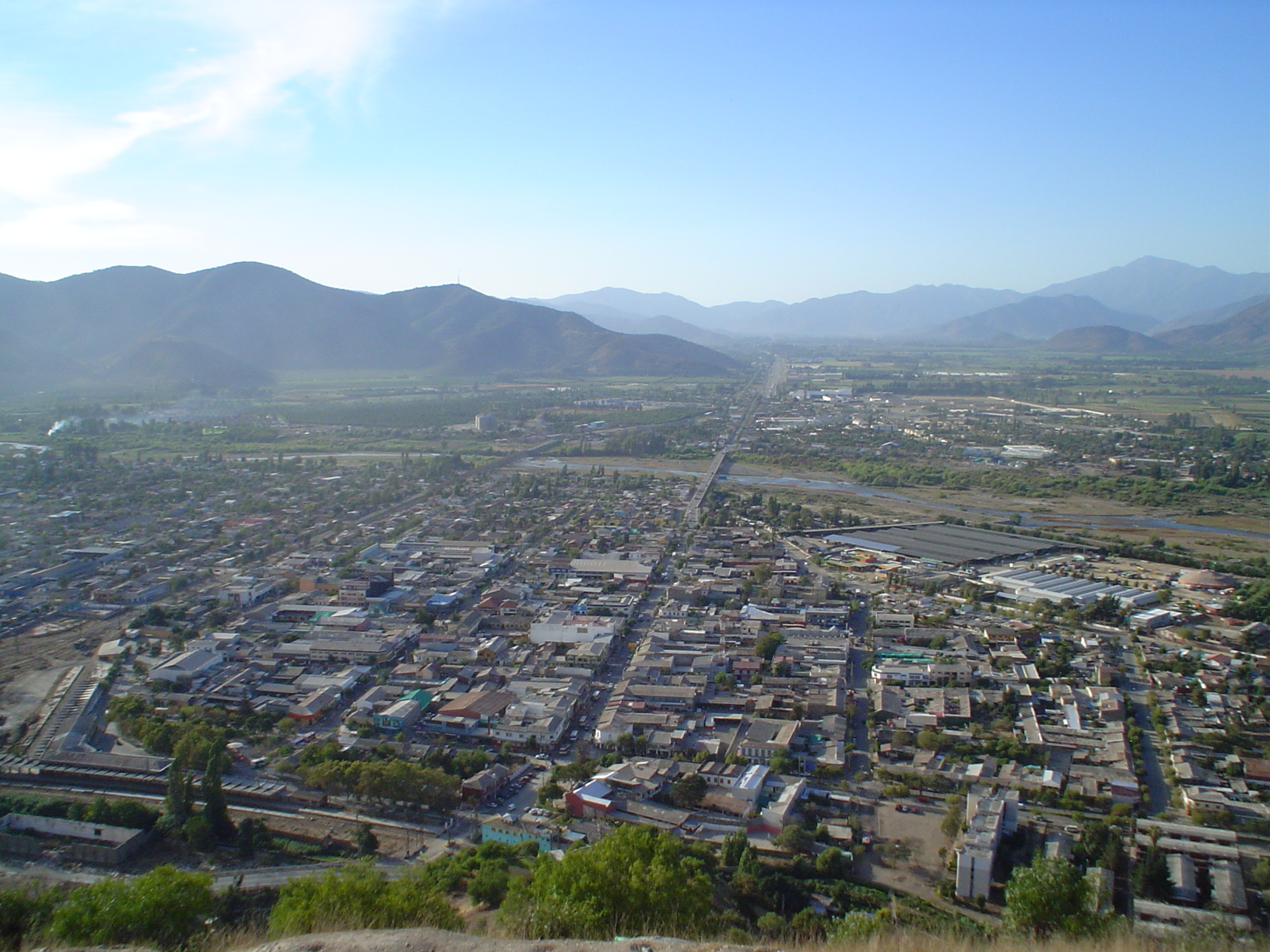
Місцевий краєвид

Ла-Калера (ісп. La Calera) — місто в Чилі. Адміністративний центр однойменної комуни. Населення міста — 47 836 осіб (2002). Місто і комуна входить до складу провінції Кільйота і регіону Вальпараїсо.
Територія — 60,5 км². Чисельність населення — 50 554 мешканців (2017). Щільність населення — 835,4 чол./км².

## Розташування
Місто розташоване за 51 км на північний схід від адміністративного центру області міста Вальпараїсо та за 12 км на південний схід від адміністративного центру провінції міста Кільйота.
Комуна межує:
- на півночі — з комуною Ногалес
- на сході — з комуною Іхуелас
- на півдні — з комуною Кільйота
- на заході — з комуною Ла-Крус